# Marko Šćepović
Marko Šćepović  (serbisch-kyrillisch Марко Шћеповић; * 23. Mai 1991 in Belgrad, SFR Jugoslawien) ist ein serbischer Fußballspieler.

## Karriere

### Verein
Seine Karriere begann Šćepović beim serbischen Klub Teleoptik Zemun. 2010 unterschrieb er seinen ersten Profivertrag bei Partizan Belgrad. Als Mannschaftskapitän verpasste er im August 2013 mit seinem Team den Einzug in die UEFA Champions League 2013/14. Nach dem Spiel näherte sich ein bekannter Ultra-Anführer der Grobari dem Spieler und nahm ihm die Kapitänsbinde ab. Zuvor war er seit Monaten bei der Mehrheit der Anhänger in Ungnade gefallen, da sie ihm zu schwache Leistungen, sowie eine mangelnde Einstellung zum Verein vorwarfen. Im Sommer 2013 wechselte Šćepović zum griechischen Rekordmeister Olympiakos Piräus, der eine Ablöse von 3,5 Millionen Euro zahlte und sich für vier Jahre die Dienste des serbischen Stürmers sicherte. Dort gewann er zwar die Meisterschaft, wurde aber anschließend mehrfach verliehen. Der ungarische Verein Videoton FC war von 2016 bis 2019 sein nächster Verein, ehe er sich Çaykur Rizespor anschloss. Die Hälfte der Saison 2020 verbrachte er dann in Thailand bei Buriram United, bevor er im Januar 2021 zu Omonia Nikosia auf Zypern wechselte und dort am Ende der Spielzeit die Meisterschaft feierte.

### Nationalmannschaft
Von 2012 bis 2013 absolvierte Šćepović fünf Partien für die serbische A-Nationalmannschaft. Sein Debüt gab er am 12. Oktober 2012 bei der 0:3-Niederlage im WM-Qualifikationsspiel gegen Belgien.

## Erfolge
- Serbischer Meister: 2011, 2012, 2013
- Serbischer Pokalsieger: 2011
- Griechischer Meister: 2014
- Ungarischer Meister: 2018
- Ungarischer Pokalsieger: 2019
- Zyprischer Meister: 2021
- Zyprischer Superpokalsieger: 2021

## Sonstige
Sein älterer Bruder Stefan Šćepović (* 1990) steht derzeit bei AEL Limassol auf Zypern unter Vertrag. Vater Sladjan (* 1965) war ebenfalls Fußballprofi und u. a. für den FK Partizan Belgrad aktiv.